# حرية الأديان في اليابان
الديانة الرئيسية في اليابان هي ديانة الشنتو والديانة البوذية حسب دراسة أجريت بين عامي 2006  من التعداد السكاني يتبعون ديانة ثابتة، 35% يدينون بالبوذية، 3% إلى 4% ينتسبون إلى الشنتو وما يتفرع منها، في حين أن أقل من 10% يدينون بالمسيحية.

## الديموغرافيا الدينية
لا تتطلب حكومة اليابان من الجماعات الدينية تقديم تقارير عن عضوياتها، لذلك من الصعب تحديد عنن المنتمين إلى المجموعات الدينية المختلفة بدقة. ذكرت وكالة الشؤون الثقافية عام 2017 أن طلبات العضوية المقدمة من الجماعات الدينية بلغت 182 مليوناً. هذا من إجمالي عندد السكان البالغ 127 مليوناً، لكنه لا يمثل تداخلات العضويات (إذ أن بعض العائلات قد تكون مسجلة في معبد بوذي وضريح شنتو في نفس الوقت)، أو العضويات المزدوجة بسبب تغيير العنوان. هذا الرقم، وهو حوالي ضعف عدد سكان اليابان، يعكس انتماء العديد من السكان إلى فكرة التوفيق بين الأديان. على سبيل المثال، من الشائع جداً أن يمارس اليابانيون طقوس البوذية وشنتو.
وفقاً للكتاب السنوي للوكالة، يعرّف حوالي 85 مليون شخص أنفسهم بأنهم يتبعون ديانة شنتو، و88 مليونا بوذيون، و2 مليون مسيحيون و8 ملاييين شخص يتبعون ديانات «أخرى» بما فيها تنريكيوية وSeicho-no-Ie وكنيسة العالم المسيحي وPL Kyodan. يقدر الأكاديميون وجود حوالي 120 ألف مسلم في اليابان، 10% منهم مواطنون يابانيون. وتقدر السفارة الإسرائيلية وجود حوالي 2000 من اليهود في البلاد، معظمهم من مواليد دولٍ أجنبية.
حتى ديسمبر 2017، بموجب قانون الأشخاص الاعتباريين لعام 1951، اعترفت الحكومة بحوالي 157 مدرسة بوذية. المدارس الرئيسية في البوذية ستة، منها: تينداي، شينغون، جودو، زن، سوتو، رينزاي. ثمة عدد من المنظمات البوذية العلمانية، بما فيها سوكا غاكاي والتي أبلغت عن عضوية ثمانية ملايين شخص فيها. أما المدرستان الرئيسيتان في الشنتو فهما رابطة مزارات شنتو وكيوهاشينتو.